# Macrothemis ludia
Macrothemis ludia är en trollsländeart som beskrevs av Belle 1987. Macrothemis ludia ingår i släktet Macrothemis och familjen segeltrollsländor. Inga underarter finns listade i Catalogue of Life.